# 丹波篠山市立城南小学校
丹波篠山市立城南小学校（たんばささやましりつ じょうなんしょうがっこう）は、兵庫県丹波篠山市小枕にある公立小学校。
校名は篠山城の南を意味し、かつて属していた多紀郡城南村に因む。

## 沿革
- 1873年（明治6年）
  - 4月20日 - 篠山幹校創立。
  - 12月18日 - 知新館（現・丹波篠山市立篠山小学校）の野中支校として開校。
- 1876年（明治9年）12月 - 真南条に1校設置。
- 1879年（明治12年）10月 - 小枕小学校新築。
- 1882年（明治15年）2月 - 校舎焼失。
- 1887年（明治20年）4月 - 城南簡易小学校と改称し、増築。
- 1892年（明治25年）4月1日 - 小枕尋常小学校・真南条尋常小学校設立。
- 1898年（明治31年）1月7日 - 城南尋常小学校と改称。
- 1909年（明治42年）
  - 4月1日 - 城南尋常高等小学校と改称。
  - 10月13日 - 高等科教室を新設し、この日を『創立記念日』と定めた。
- 1921年（大正10年）4月12日 - 真南条分教場を新設。
- 1929年（昭和4年）8月9日 - 校庭拡張。
- 1930年（昭和5年）
  - 7月14日 - 校章新制定。
  - 9月21日 - 校歌制定。
- 1941年（昭和16年）4月1日 - 国民学校令により、城南国民学校と改称。
- 1945年（昭和20年）10月11日 - 新校舎落成。
- 1947年（昭和22年）4月1日 - 学制改革により、城南村立城南小学校と改称。
- 1955年（昭和30年）4月15日 - 城南村が周囲3村と合併、丹南町となったのに伴い、丹南町立城南小学校と改称。
- 1959年（昭和34年）3月10日 - 皇太子（現:上皇）成婚記念中庭造成。
- 1960年（昭和35年）2月23日 - 学校完全給食開始。
- 1964年（昭和39年）2月29日 - プール完工。
- 1967年（昭和42年）7月10日 - 真南条分校廃止。
- 1971年（昭和46年）2月1日 - 新校歌制定。
- 1972年（昭和47年）
  - 9月 - 便所改築。
  - 10月13日 - 創立100周年記念祭開催。国旗掲揚柱完成。タイムカプセル収納。
- 1974年（昭和49年）4月1日 - 城南幼稚園併設（理科室・準備室改造）。
- 1979年（昭和54年）
  - 4月1日 - 校内放送設備新設。
  - 12月10日 - 校舎外部塗装。
- 1984年（昭和59年）3月17日 - 体育館新築落成。
- 1986年（昭和61年）8月23日 - 運動場南側排水路設置。
- 1988年（昭和63年）
  - 日付不明 - 校内のクスノキが、校樹に指定される。1910年（明治43年）に地元住民が植樹したもの。
  - 8月 - 体育館西側駐車場舗装。
- 1989年（平成元年）
  - 3月30日 - 北校舎解体。
  - 8月30日 - 北校舎・園舎起工式。
- 1990年（平成2年）9月28日 - 新校舎竣工式。
- 1993年（平成5年） - プール配管改修工事。
- 1996年（平成8年）6月2日 - プール配水管改修工事。
- 1998年（平成10年）7月9日 - 増築北校舎竣工式。
- 1999年（平成11年）
  - 3月17日 - 北校舎竣工式。
  - 4月1日 - 多紀郡4町統合による篠山市発足に伴い、篠山市立城南小学校と改称。
- 2011年（平成23年） - プール漏水防止とプール更衣室の両改修工事。
- 2012年（平成24年）
  - 9月22日 - 創立140周年記念秋季運動会開催。
  - 9月26日 - 職員女子トイレ完工。
  - 10月20日 - 創立140周年記念式典挙行。
- 2013年（平成25年）8月6日 - バックネット改修工事。
- 2014年（平成26年）
  - 4月 - この月から、宇土地区から通う1学年と2学年児童のみ、バス通学となる。
  - 8月20日 - 南校舎ベランダ手すり取替工事。
- 2015年（平成27年）
  - 8月18日 - 校門に門扉設置。
  - 8月24日 - 藤棚交換工事。
- 2016年（平成28年）1月13日 - 玄関補修工事。
- 2017年（平成29年） - 学校運営協議会発足。図工室ベランダ手すり取替工事。
- 2018年（平成30年） - 外壁塗装や雨漏り防止工事等の大規模改修工事実施。
- 2019年（令和元年）
  - 5月1日 - 篠山市が丹波篠山市に名称変更したことに伴い、丹波篠山市立城南小学校に改称[1]。
  - 日付不明 - プール浄化ポンプの取替工事。南校舎のトイレ洋式化工事。
- 2020年（令和2年） - 校舎内全教室空調設備（エアコン）工事完了。

### この節の出典
- 城南小学校のこれまで（沿革・学校ホームページ内） (PDF) （一部記載分除く）

## 通学区域
- 丹波篠山市
  - 北、野中、谷山、岩崎、宇土、小枕、真南条上、真南条中、真南条下

卒業生は丹波篠山市立篠山中学校または丹波篠山市立丹南中学校への選択進学が認められている。

## 併設施設
- 丹波篠山市立城南幼稚園

## 周辺
南側は低い山地。小学校から北へ行くと、田園地帯が広がる。
- 小枕川（篠山川支流）
- 城南郵便局

## アクセス
- ウイング神姫・コミバスハートラン 城南学校前にて下車
- 兵庫県道49号三田篠山線沿い

## 著名な卒業生
- 酒井隆明（丹波篠山市長、元兵庫県議会議員）

## 通学区域が隣接している学校
- 丹波篠山市立八上小学校
- 丹波篠山市立篠山小学校
- 丹波篠山市立岡野小学校
- 丹波篠山市立味間小学校
- 丹波篠山市立古市小学校
- 三田市立母子小学校